# Mustafar
Vous lisez un « bon article » labellisé en 2018.
Astre fictif apparaissant dans
Star Wars.
Mustafar est une planète de lave de l’univers de fiction Star Wars. Située dans la Bordure extérieure, cette petite planète orbite autour de l'étoile Priate. Elle est notamment célèbre pour être le lieu du premier affrontement entre Anakin Skywalker, devenu Sith sous le nom de Dark Vador, et son ancien maître Jedi Obi-Wan Kenobi.
Malgré son hostilité naturelle, elle est habitée par les Mustafariens et très prisée pour ses ressources minières par la Confédération des systèmes indépendants durant la guerre des clones, puis par l'Empire galactique. L'influence du côté obscur de la Force étant forte sur cette planète, Dark Vador y fait construire son château durant la période de domination de l'Empire.
Apparue principalement dans les films La Revanche des Sith et Rogue One, la planète est générée en grande partie par images de synthèse mais aussi à travers des prises de vue réelles d'une éruption de l'Etna.
En plus des films, Mustafar est représentée dans les séries télévisées Star Wars: The Clone Wars, Star Wars Rebels, Obi-Wan Kenobi, dans les mises en roman des films dans lesquelles elle apparaît (comme le roman Rogue One), ainsi que dans plusieurs romans, jeux vidéo et bandes dessinées.

## Contexte
Les événements de l'univers Star Wars sont présentés comme ayant eu lieu il y a longtemps, dans une galaxie lointaine, et voient s'affronter de manière perpétuelle l'ordre Jedi et l'ordre des Sith. Chacun des membres de ces castes sont des personnes sensibles à la Force, champ énergétique mystérieux leur conférant certains pouvoirs psychiques et télékinésiques. Si les Jedi maîtrisent le côté lumineux de la Force, bénéfique et défensif, les Sith, eux, utilisent le côté obscur de la Force pour semer haine et destruction afin de régner sur la galaxie. 
Alors que la République galactique et l’ordre Jedi semblent avoir réussi à assurer la paix à travers la galaxie, la découverte d’un apprenti Sith sur Naboo en 32 av. BY conduit le chevalier Jedi Obi-Wan Kenobi à prendre le jeune Anakin Skywalker, possédant une affinité à la Force encore jamais vue, sous son aile. Débute alors une guerre opposant la République galactique dirigée par le chancelier suprême Palpatine, aux sécessionnistes de la Confédération des systèmes indépendants et leur armée de droïdes. Au terme de cette guerre, Palpatine qui est en fait le seigneur Sith Dark Sidious, convainc Anakin de devenir son apprenti Sith sous le nom de Dark Vador, avant de l’envoyer en mission, abattre le conseil séparatiste caché sur Mustafar,.

## Géographie

### Situation spatiale

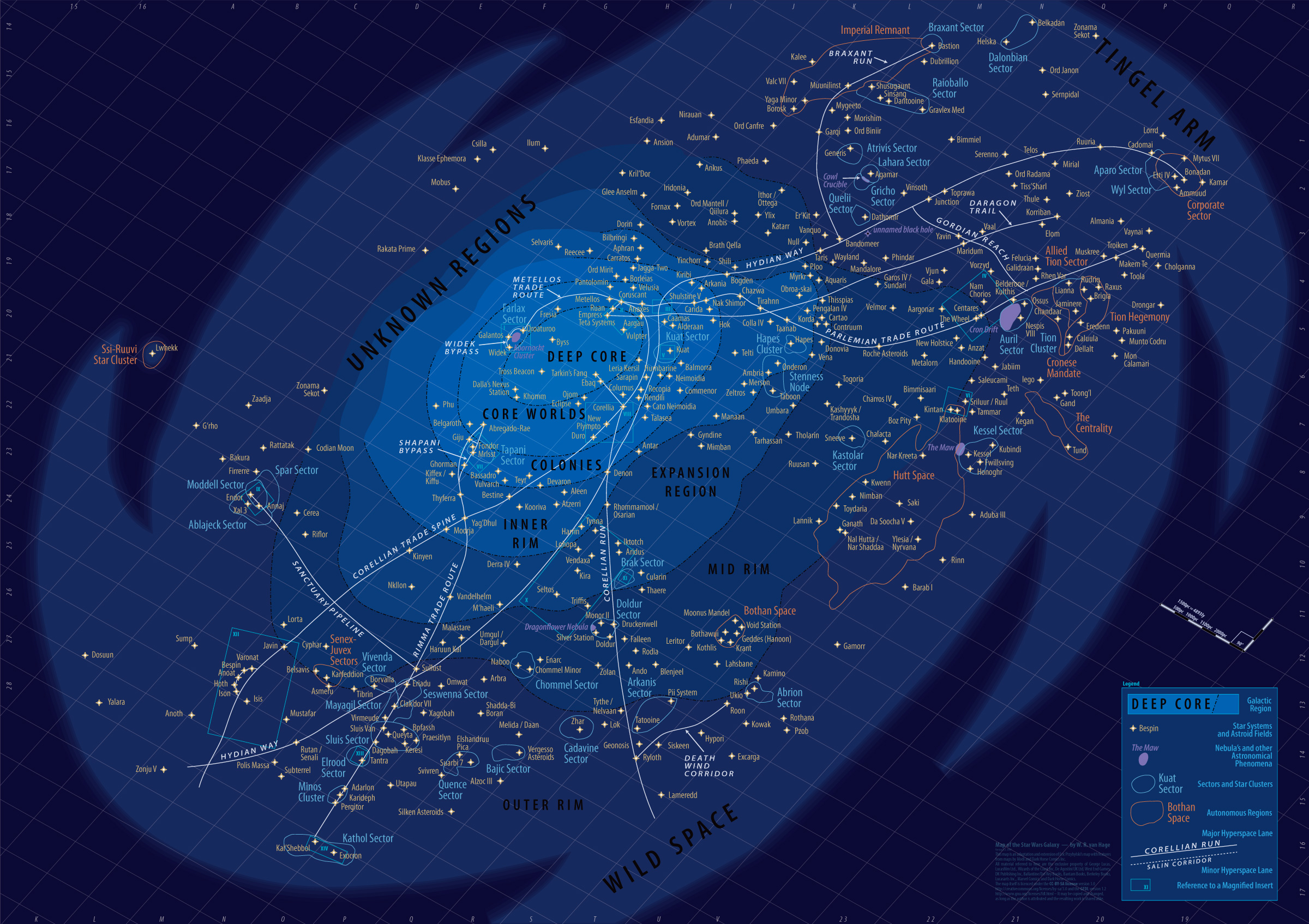
Galaxie de l'univers Star Wars, incluant Mustafar en bas à gauche.

Orbitant autour de l'étoile Priate, Mustafar est la troisième des cinq planètes du système homonyme, proche de la route hyperspatiale de Tosste, dans le secteur Atravis. Plus généralement, elle est comprise dans le grand secteur de Seswenna, regroupement de secteurs incluant celui de Seswenna et ceux des environs, dont celui d'Atravis. Cette région spatiale est issue d'une découpe militaire de la galaxie faite par la République galactique, chaque secteur étant associé à une armée de secteur clone. L'armée de secteur dont dépend Mustafar est ainsi la 18e armée clone de la République, aussi appelée « Marteau de Nuit », et dépendant du commandant Tarkin.

### Topographie
C'est une planète jeune. Elle a une activité volcanique constante et des éruptions de lave régulières, liées aux forces attractives des deux planètes géantes gazeuses voisines Jestefad et Lefrani. Cette instabilité magmatique conduit à la formation des montagnes d'obsidienne irrégulières, et à la présence de nombreux minéraux sous la surface de Mustafar, la rendant très intéressante à l'exploitation minière. Ces cristaux ont pour conséquence de rendre la lave de Mustafar plus froide qu'ailleurs, à « seulement » 800 °C. Cette planète possèderait également une forte affinité au côté obscur, notamment dans les grottes et caves naturelles souterraines, où le côté obscur imprègnerait les lieux d'une rare intensité et concentration. Les cieux de Mustafar sont également remplis de cendres.

### Formes de vie
Bien que Mustafar soit inhospitalière, des formes de vie apparaissent néanmoins, qu'elles soient intelligentes ou non. Des puces de laves, résistantes au magma, et servant ainsi de montures aux ouvriers exploitant les ressources de la planète, et les Mustafariens, servant principalement d'ouvriers dans la récolte des cristaux. Les Mustafariens sont divisés en deux espèces. Ceux du Sud, plus petits et trapus (environ un mètre et 50 centimètres), effectuent toutes les tâches physiques, tandis que les Mustafariens du Nord, grands et élancés (jusqu'à deux mètres et 30 centimètres) servent de milice. Les deux espèces sont de type insectoïdes possédant un exosquelette se présentant sous forme de plaques sur leurs peaux afin de leur permettre de résister à la chaleur (et par extension à plusieurs armes à base de chaleur, comme les blasters). Les Mustafariens du Nord, plus fragiles, ont souvent leurs membres améliorés par des prothèses, afin de leur conférer plus de force. Les Mustafariens du Sud, quant à eux, s'occupent de toute la main d'œuvre sur la planète. Plus forts et pouvant résister à des plus hautes températures que leurs cousins génétiques, ils portent très souvent des masques et des respirateurs afin de se protéger de la chaleur intense et d'assainir une atmosphère difficilement respirable. Les Mustafariens sont des espèces très ingénieuses, profitant des ressources limitées de leur planète afin de créer eux-mêmes les produits nécessaires à l'exploitation de leur monde natal, utilisant notamment les mines épuisées comme habitations. Les Mustafariens sont considérés comme une espèce très égoïste, n'ayant quasiment aucun intérêt pour des membres d'autres espèces.
Afin de favoriser leurs activités minières, les Mustafariens chevauchent les puces de lave dociles de la planète à travers les rivières de lave. Ces arthropodes de grande taille sont en effet capables d'effectuer des bonds de plus de 30 mètres, traversant des fleuves de magma sans problème. Tout comme les Mustafariens, elles vivent sous terre, commençant leur vie sous forme de larve. Elles se nourrissent principalement de roches, leurs enzymes acides extrayant les nutriments des minéraux. Plus tard, leurs trompes renforcées leur permettent d'absorber directement les nutriments depuis la lave. Les plus vieilles puces de lave possèdent une carapace extrêmement solide et résistante à la chaleur, ce qui pousse les Mustafariens à l'utiliser en armure. Même après l'arrivée du Techno-Syndicat (une des composantes de la Confédération des systèmes indépendants) et de technologies plus avancées, les Mustafariens favorisent toujours le déplacement à dos de puces de lave, l'un des rites de passage des jeunes Mustafariens étant qu'ils franchissent une cascade de lave à dos de puce sans porter de protection.

### Habitations et technologie
La capitale de Mustafar, Fralideja, est la dernière installation mustafarienne encore existante, la population locale étant presque anéantie à la suite d'une éruption cataclysmique survenue il y a plusieurs siècles. Les zones habitables de Mustafar se composent de plusieurs tours, situées sur les bords des fleuves de magma. De nombreuses galeries souterraines sont également présentes et s'inspirent de la forme de champignons que l'on trouve dans des cavernes de Mustafar, souvent des mines vides ne produisant plus de minerais. À cause des constants flots de lave, des températures extrêmes et de l'instabilité sismique, tous les bâtiments sont maintenus grâce à des soutiens gravitationnels, ainsi que par des boucliers d'énergie. Les membres du Techno-Syndicat dirigeant la mine sont logés dans un dôme aménagé surplombant la rivière de lave, possédant une petite piste d’atterrissage. Les dirigeants de la Confédération des systèmes indépendants dissimulent également une usine de construction de droïdes de combat sur Mustafar, dans les montagnes.
Afin d'améliorer leurs activités minières, les Mustafariens sont aidés dans leur collecte de minerais par des droïdes spécialement conçus par Kalibac Industries, une filière du Techno-Syndicat. Originellement conçus en tant que droïdes bibliothécaires, quelques modifications et l'ajout d'un alliage résistant à la chaleur les transforment en droïdes de récolte de cristaux. Lévitant au-dessus de la lave, ils utilisent leurs scanners afin de détecter les minéraux dans la lave et utilisent après coup un faible rayon tracteur afin de récupérer les métaux recherchés. Même si des pertes nombreuses sont à déplorer, leur faible coût et le grand rendement qu'ils produisent déclenchent la production en masse de ces droïdes afin d'exploiter les ressources naturelles de Mustafar. Il existe même un bar sur Mustafar, où les miniers se désaltèrent, son principal avantage résidant dans le fait qu'il est le seul bar de la planète.

## Univers officiel

### Avant la guerre des clones
Mustafar est pendant de nombreuses années une planète contrôlée par le Techno-Syndicat, qui l'utilise afin d'en exploiter les ressources naturelles, comme les métaux précieux, contenus dans les fleuves continus de roche en fusion. Pendant trois siècles, d'énormes centres de récoltes de minerais sont mis en place, employant des Mustafariens afin de récupérer les ressources convoitées.

### Guerre des clones
Durant la guerre des clones, le Techno-Syndicat ayant rejoint la Confédération des systèmes indépendants, Mustafar est une planète alliée de la cause séparatiste. Bien que n'étant pas lieu de batailles opposant deux armées, elle est le lieu d'escarmouches entre Anakin Skywalker et sa Padawan Ahsoka Tano, qui libèrent des enfants sensibles à la Force kidnappés par le chasseur de primes Cad Bane sur les ordres du seigneur Sith Dark Sidious. Durant cette période, l'empire criminel du « Soleil Noir » établit son quartier général sur Mustafar, avant d'en être chassé.
Lorsque le Jedi Quinlan Vos est chargé de l'élimination le chef des séparatistes, le comte Dooku, il croise durant sa mission Asajj Ventress, un ancien assassin à la solde des séparatistes. Afin de gagner sa confiance et tenter de la convaincre de le rejoindre dans sa tentative d'assassinat du comte, il se joint à elle. Une de leurs missions les conduit sur Mustafar, où ils doivent libérer des enfants pris en otage par le Soleil Noir. Après le succès de cette mission, Ventress et Vos quittent Mustafar afin de tenter d'éliminer le comte.
À la fin de la guerre des clones, le général des armées séparatistes Grievous reçoit l'ordre de la part de Dark Sidious d'escorter les membres du Conseil séparatiste comme Nute Gunray, Tikkes, Shu Mai ou Poggle le Bref en sécurité sur la planète Mustafar, afin de superviser les opérations depuis un bunker sécurisé. Mustafar appartient en effet au Techno-Syndicat dirigé par Wat Tambor, membre de la Confédération des systèmes indépendants. Après avoir fait éliminer les Jedi par les soldats clones, Dark Sidious prévient les membres de l'arrivée de Dark Vador, son nouvel apprenti, venu leur apporter leur récompense. Ils sont finalement tous exécutés par ce dernier, ayant reçu pour ordre de Dark Sidious d'éliminer ces potentiels rivaux pour la domination galactique. Vador désactive ensuite l'armée de droïdes des Séparatistes.

### Duel entre Dark Vador et Obi-Wan Kenobi

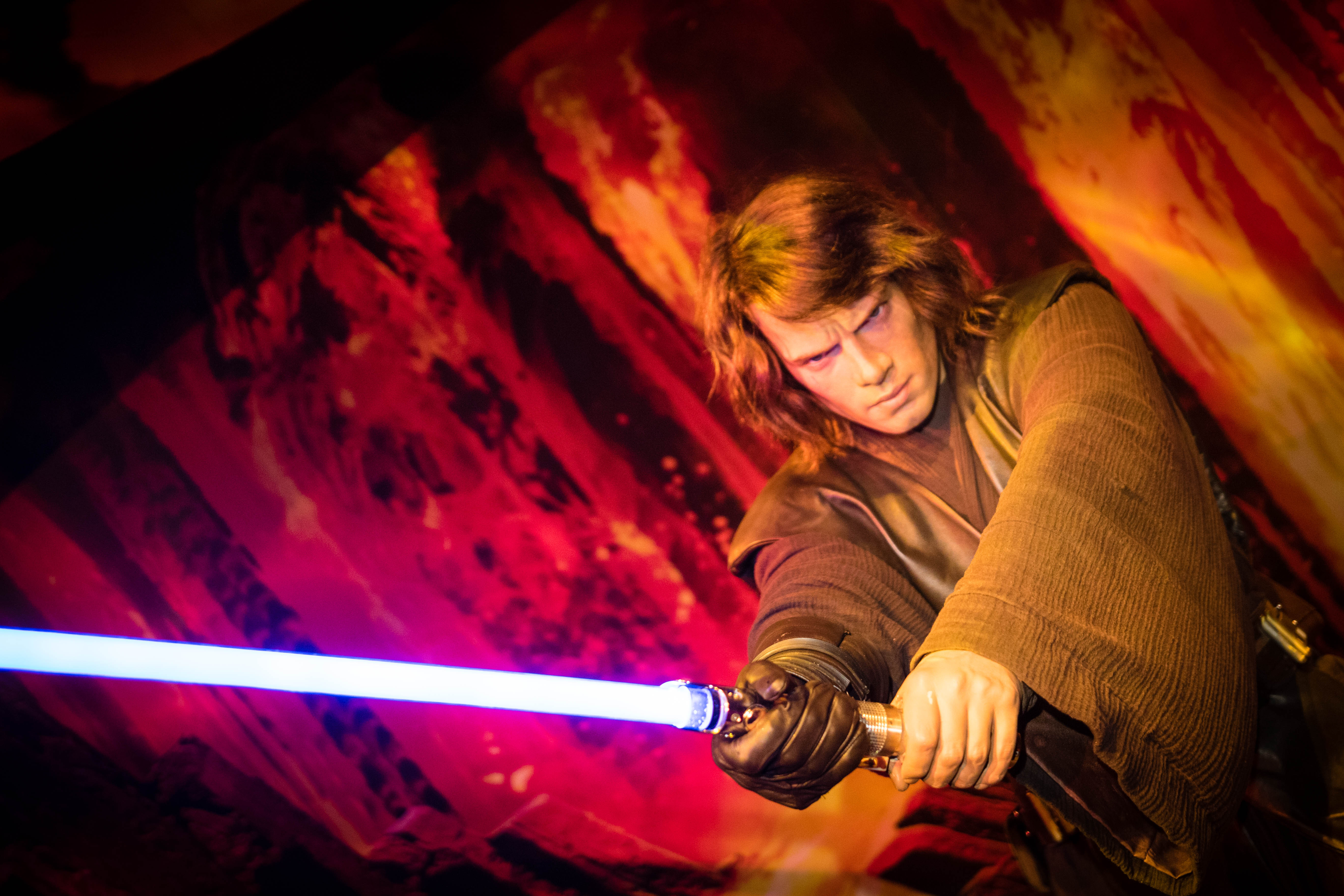
Statue de cire représentant Hayden Christensen, interprète d'Anakin Skywalker, mis en situation sur Mustafar dans son duel contre Obi-Wan Kenobi.

Après l'exécution des membres du Conseil séparatiste, Padmé Amidala, la femme d'Anakin Skywalker, arrive sur Mustafar, inquiète pour son époux et refusant de croire qu'il se soit tourné vers le côté obscur. Néanmoins, Obi-Wan Kenobi, arrivé en même temps que Padmé, se fait remarquer par Dark Vador. Dark Vador se persuade alors que sa femme et son maître ont comploté contre lui, l'amour qu'il a pour eux se muant en haine. Pensant que sa femme l'a trahi, il l'étrangle avec la Force avant de confronter sa nouvelle vision de la Force et des Jedi à Obi-Wan. Le désaccord étant trop profond, un combat se déclenche donc.
Maître et élève s'affrontent ainsi dans un duel à mort à travers la planète. Le combat qui oppose les deux combattants se poursuit alors au-dessus des fleuves de lave, à travers les installations d’extraction de lave et la salle de commande du conseil séparatiste. À mesure que le combat progresse, Obi-Wan prend le dessus en se détachant de l'affection qu'il a pour l'ancien Anakin, ce dernier ayant été remplacé par Dark Vador. Leur duel les conduit sur un bras collecteur de minerais et ils semblent coincés, avant que Vador ne saute sur un droïde collecteur. Obi-Wan a ainsi l'avantage et supplie Anakin de revenir à la raison, de ne pas l'attaquer, sans succès. Se devant de parer le coup, Kenobi tranche les membres de Vador. Ainsi vaincu par Obi-Wan et privé de ses jambes et de son bras encore intact, Vador brûle dans la lave, consumé par les flammes et dévoré par la haine, ses derniers mots à Kenobi étant : « Je te hais ! ». Loin de désavouer son engagement au côté obscur, il reste persuadé d'être supérieur aux Jedi et d'avoir bien agi.
Incapable d'achever son ancien élève de sang froid et ressentant une profonde tristesse, Obi-Wan s'enfuit en prenant le sabre laser d'Anakin et rejoint Padmé, mourante. Palpatine, après avoir ressenti une perturbation dans le côté obscur de la Force, le secourt et le maintien en vie grâce aux installations spécialisées dans sa navette personnelle.

### Ère impériale
Immédiatement après les événements du film La Revanche des Sith, Dark Vador chasse un chevalier Jedi survivant, afin d'obtenir son sabre laser. Une fois ce Jedi vaincu, Vador retourne sur Mustafar, afin de construire son propre sabre laser de Sith. Pour ce faire, il doit s'offrir pleinement au  côté obscur et se dirige ainsi vers l'une des grottes de Mustafar. La volonté de Dark Vador lui permet de ressortir de cette méditation plus dévoué au côté obscur que jamais et il obtient ainsi son sabre laser rouge, typique des Sith.
Peu de temps après, Dark Vador choisit d'installer son château au-dessus de la grotte où il crée son sabre laser et y fait des méditations régulières. Durant la période impériale, Mustafar sert de centre pénitentiaire, les Jedi survivants étant en effet emmenés sur cette planète pour être torturés par Dark Vador en personne.
Quelques années avant la bataille de Yavin, Kanan Jarrus, un Jedi ayant survécu à l'ordre d’exécution est capturé et torturé par un inquisiteur Sith dans la prison de Mustafar. Ses coéquipiers et son padawan Ezra Bridger le rejoignent alors pour le délivrer, mais sont pris en embuscade. Après avoir mis les deux Jedi en difficulté et blessé Ezra, l'inquisiteur est alors vaincu par Kanan et finit par se suicider, « certaines punitions étant pires que la mort ». L'équipe de Kanan fuit alors Mustafar.
Très peu de temps avant la bataille de Yavin, Dark Vador est dérangé en pleine séance de méditation dans son château sur Mustafar par le concepteur de la station spatiale « Étoile noire » Orson Krennic. Ce dernier souhaite obtenir une audience avec l'empereur Palpatine. Après une brève discussion à propos de l'Étoile noire, Dark Vador étrangle brièvement Krennic par la Force, le mettant en garde contre ses ambitions.

## Univers Légendes
À la suite du rachat de la société Lucasfilm par The Walt Disney Company, tous les éléments racontés dans les produits dérivés datant d'avant le 26 avril 2014 sont alors déclarés comme étant en dehors du canon et ont alors été regroupés sous l’appellation « Star Wars Légendes ».

### Avant la guerre des clones
En 5300 av. B.Y., la planète Mustafar possède une surface verte et vivante. L'ordre Jedi y établit alors un centre d'entraînement. Une attaque sith en 3996 av. B.Y. déstabilise l'orbite de Lefrani, la planète voisine, coinçant ainsi Mustafar entre l'orbite de cette dernière et celui de Jestafad, pris en tenaille. Les tensions gravitationnelles sont ainsi énormes et agitent le noyau en fusion de la planète, l'inondant de lave.

### Période impériale
Durant cette période, une rébellion séparatiste éclate. Malgré la dissolution de la Confédération des systèmes indépendants, un géonosien, Gizor Dellso, second de Poggle le Bref ayant survécu à la purge séparatiste et s'étant construit une petite armée de droïdes de combat, défie l'autorité impériale. La 501e légion, élite de l'armée impériale, est envoyée sur la planète afin de régler ce problème, détruisant ainsi la forteresse de Dellso et son usine.
Peu de temps avant la bataille de Yavin, Rianna Saren, une Twi'lek travaillant pour l'Alliance rebelle se rend sur Mustafar afin de mettre fin à un trafic de drogue. Après avoir infiltré l'usine et libéré des esclaves wookiees, elle désactive les foreuses et fait exploser l'usine, avant d'évacuer la planète.

### Période de la Nouvelle République
Après la bataille d'Endor, Mustafar est le théâtre d'une autre bataille fratricide, celle opposant les deux frères clones sensibles à la Force, X1 et X2. X1 ayant été séduit par le côté obscur, il capture Luke, le fils d'Anakin Skywalker et l'emmène sur Mustafar. X2, resté du côté lumineux, affronte ainsi son frère et triomphe, libérant ainsi Luke Skywalker et rejoignant la Nouvelle République.

## Concept et création

### Conception

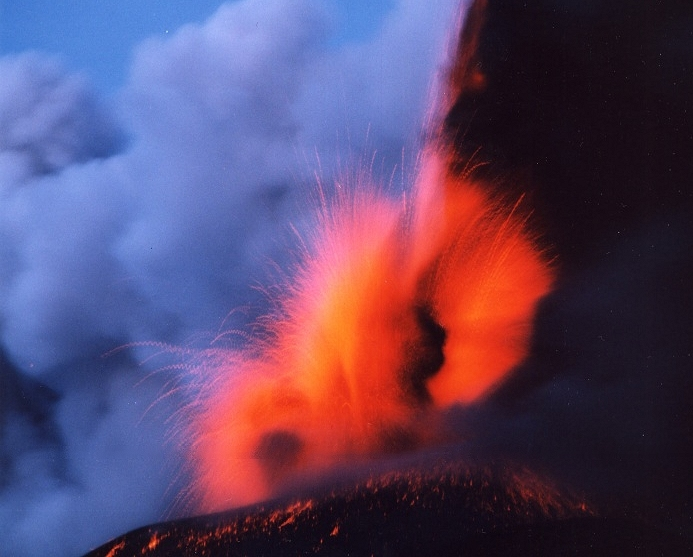
Éruption de l'Etna en 2002, utilisée pour des images de fond de Star Wars Épisode III : La Revanche des Sith.

George Lucas a conçu Mustafar pour être une représentation de l'enfer, symbolisant la descente aux enfers d'Anakin Skywalker, ayant rejoint le côté obscur, représentant ainsi de manière manichéenne un duel du bien contre le mal.
L'idée d'une planète de lave est présente dans l'esprit de George Lucas depuis 1977, des images conceptuelles de l'artiste Ralph McQuarrie montrant une planète de lave étant le lieu du château de Dark Vador, accroissant ainsi la symbolique faisant de Mustafar une représentation de l'enfer dans Star Wars, ou un autre où Luke Skywalker est amené devant l'empereur par Dark Vador dans une cave souterraine, sous un lac de lave. Cette idée est réutilisée en 2016, dans le film Rogue One : A Star Wars Story, qui fait de Mustafar le lieu de la forteresse du Jedi déchu.
Pour l'épisode III, un concept très industriel est ajouté à ces idées de base, bien que George Lucas souhaite mettre également en avant le côté sauvage de Mustafar, précisant que « c'est la nature qui règne en maîtresse, et non les architectes ». Ses consignes données aux concepteurs des maquettes sont : « c'est un environnement très dur, rigoureux, dangereux, un lieu déchiré et inhabitable, fait de roches noires et de lave bouillonnante qui s'écoule en cascade et qui semble vouloir vous engloutir ».
Les Mustafariens sont conçus comme étant les habitants d'une planète infernale, une présence menaçante dans les décors de Mustafar. Derek Thompson et Sang Jun Lee, les artistes ayant ébauché les premiers concepts des Mustafariens, qui ressemblent alors fortement aux Utapauns (habitants de la planète Utapau), mais, à la demande de George Lucas, les concepts sont changés, les Mustafariens devenant ainsi des bipèdes insectoïdes grêles à trompes.
Pour Rogue One, le château de Dark Vador est conçu en forme de fourche, canalisant ainsi le pouvoir du côté obscur de la même manière que les tours de la planète Jedha canalisent le pouvoir du côté lumineux de la Force. S'inspirant lui aussi des conceptions de McQuarrie, Doug Chiang, l'un des concepteurs de Rogue One, crée des niveaux inférieurs, où se trouvent des caves naturelles utilisées pour la méditation. La conception du château de Dark Vador s'est également fait en parallèle afin de mettre en évidence leur opposition. Ce château, bien que « cauchemardesque » (tel que décrit dans les carnets de George Lucas), doit également être le seul endroit où Dark Vador se sente bien, bien qu'au cœur d'un lieu inhospitalier.

### Tournage

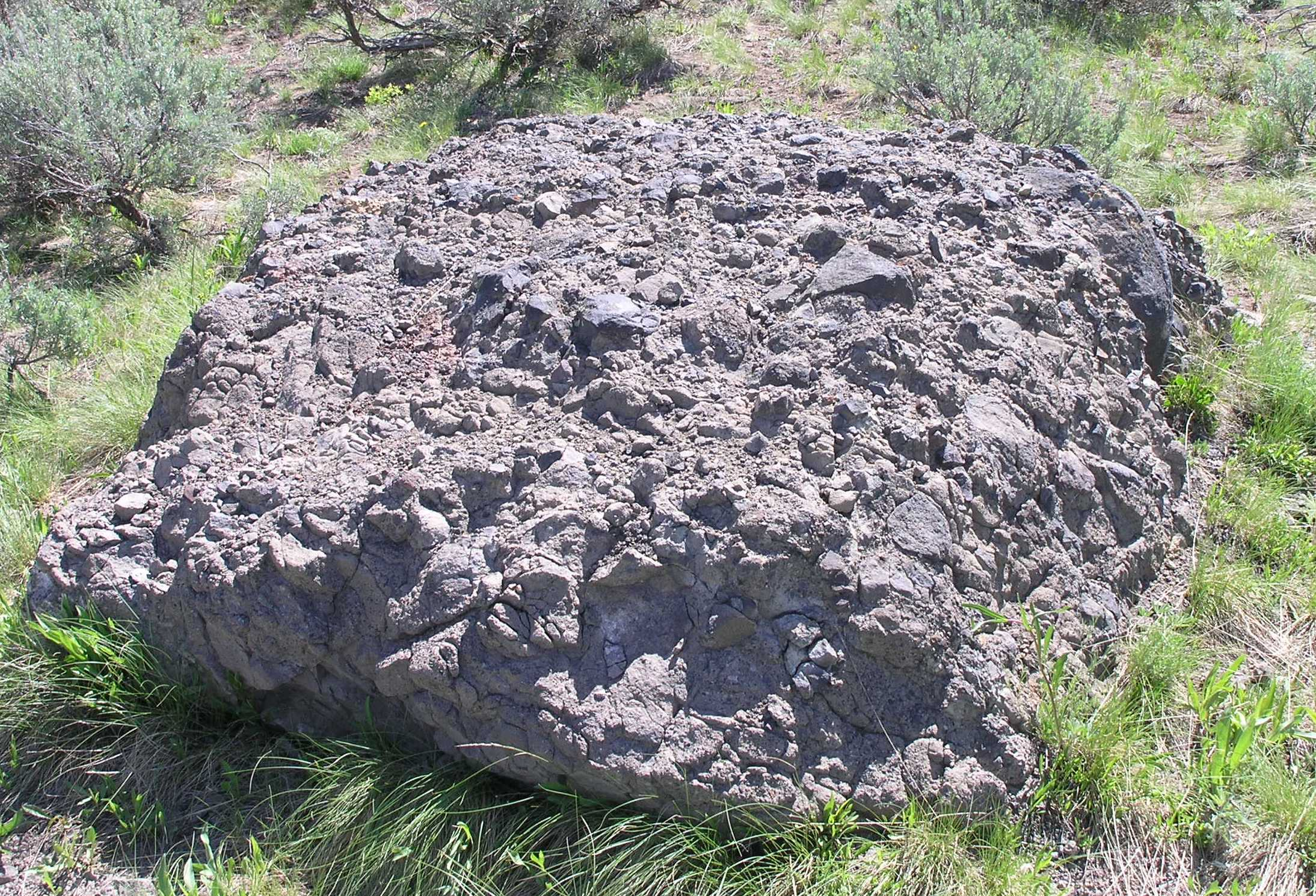
Roche volcanique du Parc national de Grand Teton, dont les reliefs sont utilisés pour les montagnes de Mustafar.

Afin de créer les effets de lave de la planète Mustafar pour Star Wars, épisode III : La Revanche des Sith, une vraie éruption volcanique est filmée sur l'Etna, en Sicile, afin de servir de fond pour le duel opposant Dark Vador à Obi-Wan Kenobi. Ces effets auraient pu être obtenus par effets spéciaux, mais l'Etna étant en éruption durant le tournage du film, il est alors plus économique et plus réaliste d'envoyer une équipe sur place pour obtenir ces images. En effet, une équipe dirigée par Ron Fricke se rend en Sicile pour filmer l'éruption de l'Etna ayant duré d'octobre 2002 à janvier 2003, afin de fournir de nombreuses images destinées à Mustafar.
Afin de donner du relief et du détail aux textures de Mustafar, Erik Tiemens utilise également de nombreuses photos de volcans et de crêtes de montagne, comme la chaîne des Grand Tetons, pour donner à Mustafar un aspect agressif et torturé.

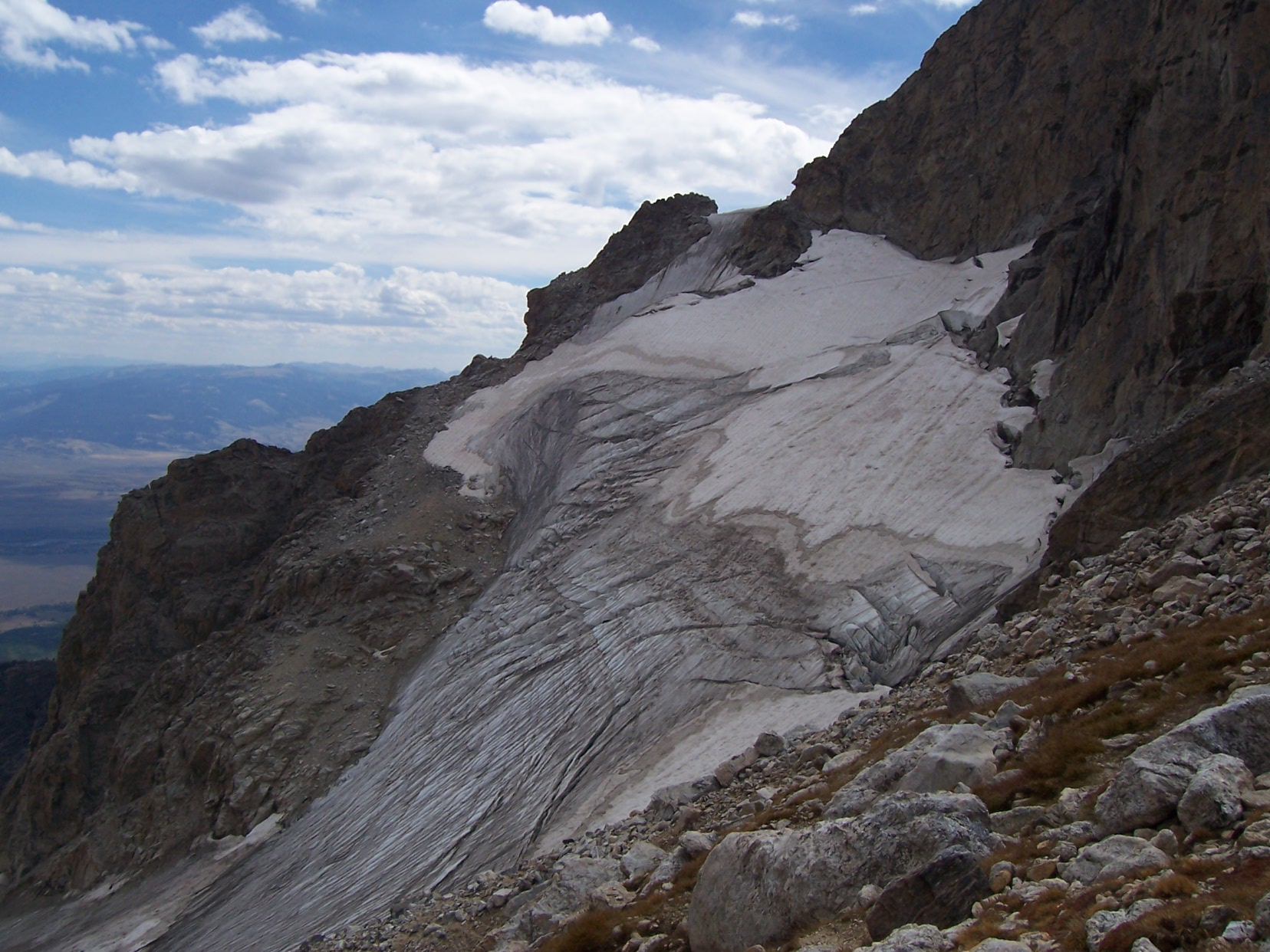
Reliefs du Parc national de Grand Teton, incrustés dans les reliefs de Mustafar afin de les rendre plus réalistes.

Les paysages de Mustafar sont également réalisés à partir de modèles réduits, auxquels sont ultérieurement rajoutés des effets numériques, sous la supervision de Brian Gernand (le responsable des maquettes d'ILM sur les épisodes II et III). La plus grande des maquettes, surnommée « décor du grand fleuve », est une étendue de paysages noirs où confluent plusieurs rivières de laves. D'une taille de 6 mètres de largeur et 11 mètres de longueur, elle est construite à l'échelle 1/134e et supporte le complexe industriel dans le produit final. Dans les maquettes, la lave est principalement constituée de cellulose de méthyle (généralement utilisé comme épaississant dans la nourriture, les médicaments et les produits de beauté), complètement organique. Plus de 30 000 litres de ce mélange sont utilisés au total pour simuler les fleuves de lave de Mustafar. Le décor étant incliné de 10°, la « lave » coule ainsi naturellement, avant de retomber dans un récipient permettant ensuite sa réutilisation. Les roches en fusion flottantes dans la lave sont en fait des morceaux broyés d'éléments décolorant le méthyle, ou de pigments noirs, et même des bouchons de liège. Un système d'éclairage placé sous la maquette donne également du réalisme au fleuve de magma, son lit étant constitué d'une résine spéciale (lexan) translucide d'une profondeur de 2 mètres et 50 centimètres. C'est en jouant avec différentes ampoules, la viscosité et la couleur du méthyle qu'ils obtiennent cette teinte réaliste de la lave, de couleur plutôt claire, afin de mettre en avant la chaleur intense qui s'en dégage. Les montagnes mustafariennes sont sculptées dans une mousse d'uréthane très dense. De la fausse boue (de la poudre rajoutée à de l'eau) est ajoutée pour accentuer le réalisme à la scène. Beaucoup de matériaux réels, comme de la pierre, du charbon ou du bois sont rajoutés pour accentuer le réalisme. De la fumée réelle, ainsi que des projecteurs sont ajoutés par souci de réalisme mais rendent le tournage difficile à cause de la chaleur ambiante.
Hayden Christensen et Ewan McGregor devant tourner leurs scènes de combats eux-mêmes sur Mustafar, ils apprennent leurs mouvements par cœur, aidés du chorégraphe Nick Gillard. Le déroulement du combat est chorégraphié de manière qu'aucun des deux personnages n'ait l'air plus faible que l'autre, même si l'on observe Obi-Wan prendre lentement le dessus tout au long du combat. Souhaitant à tout prix faire le duel lui-même, Christensen doit donc subir des séances d'escrime et d'haltérophilie, pour tenir le rythme, s'étoffant ainsi de 11 kilogrammes pour ce combat.
Hayden Christensen doit également mettre maquillage et prothèses (conçus par Dave Asley) afin de simuler son séjour dans la lave, où il prend même feu. Ses prothèses lui couvrent le visage ainsi que tout le haut du corps. Il porte également des collants et manches bleues pour permettre aux compositeurs numériques d'effacer ses membres tranchés.

### Incrustation
Comme pour de nombreuses planètes du film La Revanche des Sith, l'arrière-plan de Mustafar est constitué d'un mélange d'images réelles et d'images de synthèse, ou « peintures numériques », en référence au matte painting. C'est la société ILM qui se charge des effets spéciaux de l'épisode III. Pour la planète Mustafar, c'est Yanick Dusseault, ainsi qu'Erik Tiemens et Aaron McBride qui s'occupent des peintures numériques, résultant ainsi des fonds rouges et orangés derrière les brumes de chaleur. Par ordinateur sont rajoutées des cendres et des distorsions de chaleur aux peintures numériques et aux véritables images de l'Etna.
Les maquettes sont en effet scannées par laser afin de numériser tous les éléments géométriques, couplant ainsi l'aspect organique et réaliste de la construction en modèle réduit, ainsi que la souplesse et l'étendue des possibles d'un environnement en synthèse.
Le complexe en équilibre au-dessus d'une cascade de lave est réalisé par un mélange d'animatique et d'images de synthèse, son emplacement étant clairement indiqué sur les modèles réduits.

## Adaptations
En plus de ses apparitions officielles dans les romans, mises en roman, films et séries télés, Mustafar apparaît dans d'autres produits dérivés de l'univers Star Wars.

### Jeux vidéo
La planète Mustafar est ajoutée au MMORPG Star Wars Galaxies sous forme de planète explorable dans le troisième pack d'expansion du jeu, Trials of Obi-Wan, disponible en 2005 à l'occasion de la sortie de l'épisode III.
Le jeu vidéo Star Wars, épisode III : La Revanche des Sith propose une fin alternative à celle proposée dans l'univers officiel. En effet, lors du dernier niveau du jeu mettant en scène le fameux duel entre Anakin Skywalker et Obi-Wan Kenobi sur Mustafar, le joueur a la possibilité d'incarner le Seigneur Noir des Sith. En cas de victoire contre son adversaire, il tue ainsi ce dernier, avant de rentrer sur Coruscant, et de tuer Palpatine afin de s'autoproclamer maître de la galaxie.
Mustafar apparaît également comme terrain de duel pour le mode de jeu multijoueur de Star Wars: The Clone Wars - Duels au sabre laser ou de Star Wars : Le Pouvoir de la Force II, bien que n'apparaissant pas dans le mode histoire.
Mustafar est également un niveau jouable dans les nombreux jeux vidéo Lego tels que Lego Star Wars : La Saga complète, où le duel entre Obi-Wan et Dark Vador est disponible pour le joueur.

### Figurines
De nombreuses figurines représentent des personnages ayant un lien avec la planète volcanique de Mustafar. En 2005, la société Hasbro commercialise des figurines à l'effigie de Mustafarien du Nord, sous le nom de « Mustafarian Sentry », une figurine d'Obi-Wan lors de son duel, une figurine similaire représentant Anakin Skywalker. Pour les trente ans de la franchise, Hasbro sort également une figurine représentant le droïde récolteur de Mustafar, ainsi qu'un Mustafarien du Sud.
Des packs de Legos de la collection Lego Star Wars mettent également en scène des événements ayant lieu sur Mustafar. La première boîte est sortie en 2005, sous le numéro 7257 « Ultimate Lightsaber Duel », représentant le duel entre Obi-Wan et Anakin Skywalker, tandis que la deuxième boîte, sortie en 2012 sous le numéro 9494 « Anakin's Jedi Interceptor » représente le chasseur d'Anakin arrivant sur la planète Mustafar. De plus, dans le cadre d'un événement dans les parcs à thème Legoland, une représentation réduite de la surface de la planète Mustafar est intégralement réalisée en Lego.

### Parcs d'attractions
Le 3 août 2017, la société The Void, en collaboration avec ILMxLAB et participant au programme Disney Accelerator, annonce ouvrir une salle de jeu virtuelle sur Star Wars à Downtown Disney et à Disney Springs, nommée Star Wars: Secrets of the Empire,,. Cette attraction en réalité virtuelle consiste en une mission d'infiltration rebelle sur la planète Mustafar, guidé par K2SO et Cassian Andor, personnages présents dans le film Rogue One. Le public, équipé d'un casque de réalité virtuelle et d'une veste recouverte de capteurs, infiltre un complexe impérial déguisé en stormtrooper, rythmé par de l'action et des rencontres, jusqu'à ultimement rencontrer Dark Vador lui-même. Le bâtiment est intégralement reconstitué, sa structure interne étant reproduite au sein de l'univers virtuel affiché dans le casque, un mur pouvant devenir une fenêtre donnant sur l'espace.
Mustafar est choisie en raison de son caractère iconique et car les spectateurs n'y passent que peu de temps durant les films, en plus de pouvoir pleinement exploiter les caractéristiques de la réalité virtuelle.
Cette attraction est le fruit d'une collaboration entre ILMxLAB et The Void. Elle ouvre ses portes le 16 décembre 2017 à Orlando pour une durée de 12 semaines et le 5 janvier 2018 dans le parc de Californie.

## Réception et symbolique
Selon un expert du planétarium de Californie, il n'est que très peu probable que l'on trouve de l'oxygène sur cette planète, en raison de la combustion.
Une étude de Forbes cherche également à savoir s'il est possible pour Dark Vador d'avoir élu résidence sur un monde aussi hostile, en la comparant à d'autres corps célestes, en arrivant à la conclusion qu'il est en effet possible pour Dark Vador d'habiter ici, à condition que le château soit situé du côté « nuit » de la planète.
Selon le magazine Le Point, Mustafar doit être considérée comme la Géhenne des étoiles, ses roches noires et ses rivières en fusion rappelant le Styx et les Enfers. George Lucas veut en effet représenter Dark Vador, le « diable noir », chez lui, dans un monde souterrain empli de feu.

## Postérité

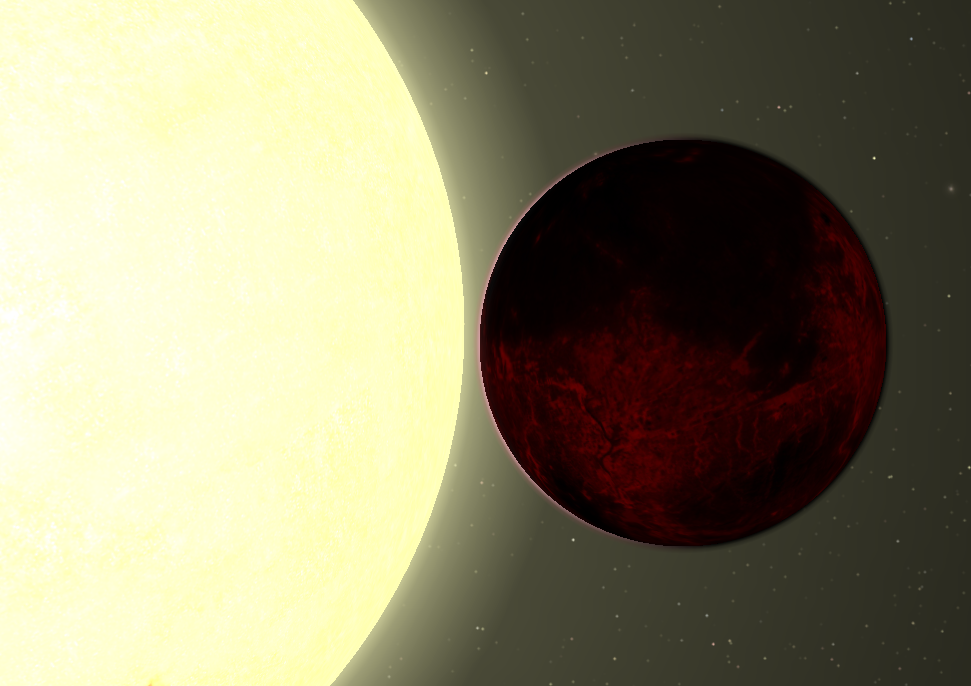
Kepler-78 b, exoplanète présentant des caractéristiques communes avec Mustafar.

Plusieurs exoplanètes ont des similitudes avec Mustafar. Parmi les plus évidentes, se trouvent :
- 55 Cancri e, une exoplanète distante de la Terre de 40 années-lumière, découverte en 2004, est comparée à Mustafar par les scientifiques, en raison des caractéristiques similaires entre cette « Super Terre » et la planète Mustafar et des dates concomitantes de découvertes de ces planètes[79]. Cette exoplanète est recouverte de lave et la température moyenne est en effet d'environ 2 500 °C[80]. De plus, elle est située si proche de son soleil, qu'une révolution ne dure que 18 heures[81]. Étant une exoplanète rocheuse, elle se démarque des exoplanètes de son système, majoritairement constitué de géantes gazeuses[81].
- Kepler-78b, une exoplanète également et, comme Mustafar, une planète de lave. Bien que légèrement plus grande que la Terre, elle est presque deux fois plus massive, indiquant une composition probable de roches et de fer[82], ce qui la rend, à l'instar de Mustafar[83], compatible avec l'exploitation minière en théorie, si l'on omet les températures extrêmes et une gravité plus élevée que sur Terre[82].
- Kepler-10b qui présente des caractéristiques similaires à Kepler-78b, à l'exception qu'elle présente des silicates et des températures encore plus élevées[83].

On peut ajouter à cette liste Io, un des satellites naturels de Jupiter. Io résente en effet une situation spatiale similaire à celle de Mustafar, prise entre les gravités de Jupiter et d'Europe, un autre satellite de Jupiter, ce qui a ainsi pour effet sur Io d'y produire une activité volcanique extrêmement élevée, dont les coulées de lave provenant des éruptions volcaniques peuvent atteindre jusqu'à 300 kilomètres de hauteur,.